# ليلاند يي
ليلاند يي هو سياسي صيني وأمريكي، ولد في 20 نوفمبر 1948 في تايشان في الصين. نشط حزبياً في الحزب الديمقراطي. وقد انتخب عضو مجلس ولاية كاليفورنيا ‏ (4 ديسمبر 2006 – 28 مارس 2014) وانتخب عضو جمعية ولاية كاليفورنيا ‏ (2 ديسمبر 2002 – 4 ديسمبر 2006).